# جغرافیای شیراز

نقشهٔ آب و هوایی ایران؛ شهر شیراز در جنوب غرب کشور قرار گرفته و آب و هوای آن مدیترانه‌ای است.

شهر شیراز، مرکز استان فارس به طول ۴۰ کیلومتر و عرضی متفاوت بین ۱۵ تا ۳۰ کیلومتر با مساحت ۱۲۶۸ کیلومتر مربع به شکل مستطیل و از لحاظ جغرافیایی در جنوب غربی ایران و در بخش مرکزی فارس قرار دارد. اطراف شیراز را رشته‌کوه‌های نسبتاً مرتفعی به شکل حصاری استوار، احاطه کرده‌اند که از لحاظ سوق‌الجیشی و حفظ شهر اهمیت ویژه‌ای دارند.
این شهر از سمت غرب به کوه دراک، از سمت شمال به کوه‌های بمو، سبزپوشان، چهل‌مقام و باباکوهی (از رشته‌کوه‌های زاگرس) محدود شده‌است.
مختصات جغرافیایی شیراز عبارتست از ۲۹ درجه و ۳۶ دقیقه شمالی و ۵۲ درجه و ۳۲ دقیقه و ارتفاع آن از سطح دریا بین ۱۴۸۰ تا ۱۶۷۰ متر در نقاط مختلف شهر متغیر است. رودخانهٔ خشک شیراز رودخانهٔ فصلی است که پس از عبور از شهر شیراز به سمت جنوب شرقی حوضهٔ خود متمایل شده و به دریاچه مهارلو می‌ریزد.

## زمین‌شناسی
شیراز در بخشی از پهنه چین‌خورده ـ رانده زاگرس واقع شده‌است. از دیدگاه ساختاری این منطقه دارای ویژگی‌هایی مشترک از دو پهنه زمین ساختی زاگرس بلند و پهنه چین‌خورده ساده است. در بخش چین‌خورده رسوبات پالئوزوئیک، مزوزوئیک و ترشیاری به‌طور هم‌شیب روی هم قرار گرفته‌اند. وجود رسوبات تبخیری و نبود چینه‌شناسی کوتاه مدت، بیانگر حرکات قائم (خشکی زایی) در این حوضه رسوبی است.

### لرزه‌خیزی
منطقه شیراز تحت تأثیر دو مولفه فشارش بزرگ اصلی و فرعی است؛ میدان فشاری ناشی از تنش اصلی از سوی شمال شرقی به
جنوب غربی است و تنش فشاری فرعی به‌طور پویا، از سوی شمال غربی به جنوب شرقی بر منطقه حاکم است. این منطقه به نسبت سایر مناطق زاگرس از نظر لرزه‌خیزی منطقه‌ای نیمه‌فعال است و زلزله‌های با قدرت کم تا متوسط به میزان فراوان در آن رخ می‌دهد ولی احتمال وقوع زلزله‌های بزرگ در آن بسیار ضعیف است.
چندین زلزله مهم در شیراز رخ داده‌است که زلزله‌های سال ۱۲۰۳ و ۱۲۳۲ مرگ‌ومیر و خسارات مالی سنگینی را به جای گذاشتند. زمین‌لرزه ۱۲۰۳ با بزرگای نزدیک به ۶٫۴ ریشتر تا شعاع ۲۵۰ کیلومتر احساس گردید. این زلزله سبب تخریب کامل بخشی از شهر شد و پاره‌های از نوشتارهای تاریخی به تلفات جانی نزدیک به ۲۰ هزار نفر اشاره کرده‌اند. زمین‌لرزه ۱۲۳۲ با بزرگی ۸٫۹ ریشتر باعث آسیب شدید شهر و اطراف آن و ویرانی بیشتر ساختمان‌های شهر شد. بین ۹٬۰۰۰ تا ۱۳٬۰۰۰ نفر نیز در طی آن کشته شدند.

## آب و هوا
میانگین دما در تیرماه (گرم‌ترین ماه سال) ۳۰ درجهٔ سانتی‌گراد، در دی‌ماه (سردترین ماه سال)، ۵ درجهٔ سانتی‌گراد، در فروردین‌ماه ۱۷ درجهٔ سانتی‌گراد و در مهرماه ۲۰ درجهٔ سانتی‌گراد است و میانگین سالانهٔ دما ۱۸ درجهٔ سانتی‌گراد است. میزان بارندگی سالیانهٔ شهر شیراز ۳۳۷٫۸ میلی‌متر است.
| داده‌های اقلیم شیراز                 | داده‌های اقلیم شیراز | داده‌های اقلیم شیراز | داده‌های اقلیم شیراز | داده‌های اقلیم شیراز | داده‌های اقلیم شیراز | داده‌های اقلیم شیراز | داده‌های اقلیم شیراز | داده‌های اقلیم شیراز | داده‌های اقلیم شیراز | داده‌های اقلیم شیراز | داده‌های اقلیم شیراز | داده‌های اقلیم شیراز | داده‌های اقلیم شیراز |
| ماه                                 | ژانویه              | فوریه               | مارس                | آوریل               | مه                  | ژوئن                | ژوئیه               | اوت                 | سپتامبر             | اکتبر               | نوامبر              | دسامبر              | سال                 |
| ----------------------------------- | ------------------- | ------------------- | ------------------- | ------------------- | ------------------- | ------------------- | ------------------- | ------------------- | ------------------- | ------------------- | ------------------- | ------------------- | ------------------- |
| سابقهٔ بیش‌ترین °C (°F)               | ۲۲٫۴ (۷۲)           | ۲۴٫۰ (۷۵)           | ۳۰٫۶ (۸۷)           | ۳۴٫۰ (۹۳)           | ۳۸٫۶ (۱۰۱)          | ۴۲٫۰ (۱۰۸)          | ۴۳٫۲ (۱۱۰)          | ۴۲٫۰ (۱۰۸)          | ۳۹٫۰ (۱۰۲)          | ۳۴٫۴ (۹۴)           | ۲۸٫۴ (۸۳)           | ۲۳٫۲ (۷۴)           | ۴۳٫۲ (۱۱۰)          |
| میانگین بیش‌ترین °C (°F)             | ۱۲٫۱ (۵۴)           | ۱۴٫۷ (۵۸)           | ۱۸٫۹ (۶۶)           | ۲۳٫۸ (۷۵)           | ۳۰٫۶ (۸۷)           | ۳۶٫۱ (۹۷)           | ۳۷٫۸ (۱۰۰)          | ۳۷٫۰ (۹۹)           | ۳۳٫۷ (۹۳)           | ۲۷٫۸ (۸۲)           | ۲۰٫۵ (۶۹)           | ۱۴٫۴ (۵۸)           | ۲۵٫۶ (۷۸)           |
| میانگین روزانه °C (°F)              | ۵٫۳ (۴۲)            | ۷٫۷ (۴۶)            | ۱۱٫۸ (۵۳)           | ۱۶٫۲ (۶۱)           | ۲۲٫۵ (۷۳)           | ۲۷٫۷ (۸۲)           | ۲۹٫۸ (۸۶)           | ۲۸٫۷ (۸۴)           | ۲۴٫۵ (۷۶)           | ۱۸٫۴ (۶۵)           | ۱۱٫۷ (۵۳)           | ۶٫۸ (۴۴)            | ۱۷٫۶ (۶۴)           |
| میانگین کم‌ترین °C (°F)              | −۰٫۴ (۳۱)           | ۱٫۲ (۳۴)            | ۴٫۸ (۴۱)            | ۸٫۵ (۴۷)            | ۱۳٫۲ (۵۶)           | ۱۷٫۱ (۶۳)           | ۱۹٫۹ (۶۸)           | ۱۸٫۸ (۶۶)           | ۱۴٫۱ (۵۷)           | ۸٫۸ (۴۸)            | ۳٫۸ (۳۹)            | ۰٫۵ (۳۳)            | ۹٫۲ (۴۹)            |
| سابقهٔ کم‌ترین °C (°F)                | −۱۴٫۰ (۷)           | −۸٫۰ (۱۸)           | −۴٫۰ (۲۵)           | −۲٫۰ (۲۸)           | ۳٫۰ (۳۷)            | ۹٫۰ (۴۸)            | ۱۴٫۰ (۵۷)           | ۱۲٫۰ (۵۴)           | ۱٫۰ (۳۴)            | ۱٫۶ (۳۵)            | −۸٫۰ (۱۸)           | −۱۱٫۰ (۱۲)          | −۱۴٫۰ (۷)           |
| بارندگی میلی‌متر (اینچ)              | ۷۹٫۸ (۳٫۱۴)         | ۴۹٫۸ (۱٫۹۶)         | ۴۸٫۴ (۱٫۹۱)         | ۳۰٫۶ (۱٫۲)          | ۶٫۶ (۰٫۲۶)          | ۰٫۲ (۰٫۰۱)          | ۱٫۰ (۰٫۰۴)          | ۰٫۱ (۰)             | ۰٫۰ (۰)             | ۵٫۲ (۰٫۲)           | ۲۰٫۷ (۰٫۸۱)         | ۶۳٫۲ (۲٫۴۹)         | ۳۰۵٫۶ (۱۲٫۰۳)       |
| میانگین روزهای بارانی               | ۸٫۷                 | ۷٫۹                 | ۷٫۹                 | ۶٫۴                 | ۲٫۱                 | ۰٫۲                 | ۰٫۸                 | ۰٫۴                 | ۰٫۱                 | ۱٫۲                 | ۳٫۷                 | ۷٫۲                 | ۴۶٫۶                |
| میانگین روزهای برفی                 | ۱٫۵                 | ۰٫۶                 | ۰٫۰                 | ۰٫۰                 | ۰٫۰                 | ۰٫۰                 | ۰٫۰                 | ۰٫۰                 | ۰٫۰                 | ۰٫۰                 | ۰٫۰                 | ۰٫۶                 | ۲٫۷                 |
| درصد رطوبت                          | ۶۵                  | ۵۸                  | ۵۱                  | ۴۶                  | ۳۲                  | ۲۲                  | ۲۴                  | ۲۴                  | ۲۶                  | ۳۴                  | ۴۸                  | ۶۱                  | ۴۱                  |
| میانگین روزانه ساعت‌های تابش آفتاب   | ۲۱۷٫۰               | ۲۱۸٫۵               | ۲۳۶٫۲               | ۲۴۷٫۷               | ۳۲۴٫۱               | ۳۵۷٫۸               | ۳۴۴٫۶               | ۳۲۹٫۷               | ۳۱۸٫۰               | ۲۹۷٫۷               | ۲۳۸٫۳               | ۲۱۶٫۲               | ۳٬۳۴۵٫۸             |
| منبع شماره ۱: NOAA                  |                     |                     |                     |                     |                     |                     |                     |                     |                     |                     |                     |                     |                     |
| منبع شماره ۲: سازمان هواشناسی ایران |                     |                     |                     |                     |                     |                     |                     |                     |                     |                     |                     |                     |                     |

## تقسیمات شهری

### مناطق شهری
| منطقه                  | سال تأسیس | شهردار                   | وبگاه          |
| ---------------------- | --------- | ------------------------ | -------------- |
| منطقه ۱ شهرداری شیراز  | ۱۳۵۹      | غلام رضا ناموررچی        | وبگاه منطقه ۱  |
| منطقه ۲ شهرداری شیراز  |           | مهران بهرامی نژاد (مدیر) | وبگاه منطقه ۲  |
| منطقه ۳ شهرداری شیراز  |           | کریم شکوهیان             | وبگاه منطقه ۳  |
| منطقه ۴ شهرداری شیراز  | ۱۳۶۹      | حسام الدین اسدزاده       | وبگاه منطقه ۴  |
| منطقه ۵ شهرداری شیراز  |           | رضا مسعودی               | وبگاه منطقه ۵  |
| منطقه ۶ شهرداری شیراز  | ۱۳۷۲      | حمید رضا اسماعیلی        | وبگاه منطقه ۶  |
| منطقه ۷ شهرداری شیراز  | ۱۳۷۹      | قاسم اکبری               | وبگاه منطقه ۷  |
| منطقه ۸ شهرداری شیراز  |           | علی مصلی نژاد            | وبگاه منطقه ۸  |
| منطقه ۹ شهرداری شیراز  |           | فرزاد میرزایی            | وبگاه منطقه ۹  |
| منطقه ۱۰ شهرداری شیراز |           |                          | وبگاه منطقه ۱۰ |
| منطقه ۱۱ شهرداری شیراز | ۱۳۹۵      | شهرام سبزیان فرد         | وبگاه منطقه ۱۱ |

### محله‌ها
فهرست محله‌های شیراز:
- آستانه
- ابیوردی
- ارم
- امیرکبیر
- مدرس
- جوادیه
- دروازه اصفهان
- شهرک گلستان
- عفیف‌آباد
- فرهنگ‌شهر
- کشن
- پودونک
- سر دزک
- سنگ سیاه
- قصرالدشت
- معالی‌آباد
- آبیاری
- ارتش
- اطلسی
- باباکوهی
- باسکول نادر
- باغ صفا
- باغ ناری
- بریجستون
- پایگاه
- تاچارا
- تلخه دشت
- چمران
- درکی
- دروازه کازرون
- دینکان
- ریاستی اول
- ریاستی دوم
- زرگری
- زرهی
- سیاحت‌گر
- شاه‌چراغ
- فرهنگ شهر
- کفترک
- کلبه سعدی
- کوی جماران
- کوی زهرا
- ملاصدرا